# Mehmed Memduh
Mehmed Memduh (* 1839 in Kandiye/Iraklio auf Kreta; † 8. April 1925 in Istanbul) war ein Chronist und hoher Beamter des Osmanischen Reiches. Seine beiden Sobriquets (Übernamen) waren Memduh als Beamter der Hohen Pforte und Fa'ik („hervorragend“, „vorzüglich“) als Dichter.

## Leben
Mehmed Memduh war der Sohn von Mustafa Mazlûm Fehmi Pascha († 1862) und Fulane Hanim († ?). Seine Eltern stammten beide aus Kandiye in Girid (Kreta), dem heutigen Iraklio. Die guten Beziehungen seiner Familie dürften eine entscheidende Rolle in seinem Leben gespielt haben. Sein Vater war ein angesehener Beamter, zuletzt am Obersten Gerichtshof (meclis-i vala) tätig. Sein Schwiegervater Mustafa Na'ili Pascha († 1871) war Gouverneur von Kreta (von 1841 bis 1851), später Präsident des Obersten Gerichtshofes (meclis-i vala-yı ahkam-ı 'adliyye) und zweimal Großwesir (1853–54 und 1857). Seine Studien schloss Mehmed auf den Hochschulen (Madāris) Bayezid und Valide ab. Im Alter von sieben Jahren wurde er h'ace (etwa „Oberbeamter“), mit neun Jahren Beamter vierten Ranges, als sein Vater Justizchef (de'avi nazırı) war. Als dieser Sekretär des Großwesirs wurde (1854/55), bekam Mehmed eine Anstellung im Büro des Chefsekretärs für Auswärtige Angelegenheiten (mektubi-i hariciyye odasına çirag), wo er sechs Jahre blieb, zwar ohne Gehalt, jedoch in den dritten Rang befördert. Unter Sultan Abdülaziz wurde Mehmeds Vater Schatzminister (hazine-i hassa nezareti) und Haushofmeister der Sultansmutter (valide sultan kethudası), Mehmed selber wurde Palastsekretär mit einem recht hohen Salär.
1861 berief man ihn in das Empfangsbüro (amedi odası) der Hohen Pforte, dann wurde er Oberster Sekretär einiger Minister und schließlich sogar des Großwesirs. Er arbeitete von 1878 bis 1887 in wichtigen Kommissionen mit, wurde Generalgouverneur von Konya (1887) und Sivas (1889). Von dort wurde er abberufen, als sich die armenischen Bewohner der Provinz 1892 beim Sultan über seine strenge Verwaltung beklagten. Nach der Rehabilitierung wurde er 1893 Generalgouverneur der Provinz Ankara und nach seiner Rückkehr 1895 Innenminister (dahiliyye nazırı), ein Amt, das er 13 Jahre ausübte. Trotz seiner guten Beziehungen zu Sultan Abdülhamid II. wurde er niemals Großwesir.
Obwohl Mehmed Memduhs Werke deutlich zeigten, dass er die Verfassungsgebung günstig beurteilte, trat er 1908 freiwillig auf Grund der zweiten Verfassung von seinem Amt zurück. Drei Tage später wurde er verhaftet und ins Exil geschickt, zuerst auf die Insel Büyükada (Prinkipo), dann nach Sakiz (Chios), wo er bis zur italienischen Eroberung der Insel 1911 blieb. Nach einem weiteren Exil in Izmir wurde er 1912 schließlich amnestiert. Er kehrte nach Istanbul zurück und verbrachte sein restliches Leben in seiner Uferresidenz Kireçburnu. In seinen letzten zwei Lebensjahren gelähmt, starb er mit 86 Jahren am 9. April 1925 und wurde im Klostergarten von Çarsamba-Fatih begraben.
İbnülemin Mahmut Kemal İnal (* 1870, † 1957), persönlicher Sekretär Mehmed Said Paschas, beschrieb ihn in seinem Werk Son Sadrazamlar („Die letzten Großwesire“) als arrogant und von seiner Wichtigkeit überzeugt, doch ist dieses Urteil wohl von der Kontroverse seines Vaters mit Mehmed beeinflusst, der von diesem zum Rücktritt als Gouverneur von Denizli gezwungen worden war.

## Werk
Als hoher Beamter und Entscheidungsträger zur Zeit der Regierung Abdülhamids II. besaß er das Wissen und die Möglichkeit, Politik und soziale Verhältnisse in seinen Werken zu erläutern und zu kommentieren. Dabei unterließ er Beschreibungen, die ihm eventuell in Schwierigkeiten hätten bringen können. Zugunsten von Wortspiele, Reimen und Metaphern verzichtete er ebenfalls manchmal auf klare Aussagen, besonders, wenn das Werk dem Sultan gewidmet war. Seine Schreibweise war sorgfältig ausgefeilt und enthielt beträchtliche Anteile arabischer und persischer literarischer Kunst.
- Feveran-i Ezman (etwa: „Aufwallungen der Zeiten“)

Ein 13-seitiges Pamphlet, fertiggestellt am 28. Oktober 1908. Es beinhaltet Analysen der politischen und ökonomischen Verhältnisse in der Zeit der Reform 1856–76 (Islahat) und der ersten Verfassung (1876). Die Regierungszeit Abdülhamids II. und die zweite Verfassung wird ebenfalls behandelt, wobei Mehmed Memduh die Haltung der Administration dieser Periode kritisiert.
- Yemen Kit'asi Hakkinda Ba'zi Mütala'at (etwa: „Einige Anmerkungen zum Land Jemen“)

Ein Bericht über die Strategien, mit deren Hilfe zukünftige Unruhen im Jemen verhindert werden sollten. Beigefügt sind auch Memoranden Mehmed Memduhs an den Großwesir und den Sultan zu dieser Frage. Der Aufsatz Yemen vilayetine 'aid lahiya-i islahiyye (etwa „Memorandum der befürworteten Reformen in der Provinz Jemen“) beschließt das Buch.
- Sera'ir-i Siyasiyye ve Tahavvulat-i Esasiyye (etwa: „Politische Berichte und fundamentale Veränderungen“)

Seine Verteidigungsschrift, verfasst und an das Parlament gesandt am 14. Oktober 1908 während seiner Haft auf der Insel Büyükada. Sie enthält nicht nur eine Schilderung seines familiären Hintergrundes und seiner eigenen Tätigkeit, sondern auch (kurz aber kunstvoll formuliert) die Vor-Tanzimat-Periode und die Zeit nach der zweiten Verfassung.
- Esvat-i sudur (etwa: „Stimmen der Großwesire“)

Dieses am 7. August 1912 fertiggestellte Werk ist eine Biographie der Dienstzeit von 33 Großwesiren unter Abdülmecid I. (1839–61) bis Mehmed V. (1909–18). Dank seiner Bekanntschaft mit wichtigen Würdenträgern konnte Mehmed Memduh viele Hintergrundinformationen beisteuern, wobei er seine persönliche Rolle betont (beispielsweise beim Ministerrat, der 1909 die Verkündung der Verfassung vorbereitete). Den Schluss bildet eine Antwort auf die Memoiren von Mehmed Said Pascha († 1914), sowie einige Kopien offizieller Dokumente. Auf eine Quellenangabe hat er allerdings weitgehend verzichtet.
- Mir'at-i Şu'ünat (etwa: „Spiegel der Zeitereignisse“)

Die Innen- und Außenpolitik von Mahmud II. bis Murad V., besonders gegenüber Ägypten, mit Kritik an der Haltung der Minister Mustafa Reşid Pascha (1800–1858) und Mehmed Emin Ali Pascha (1815–1871). Sechs diplomatische Briefe zwischen Russland, dem Osmanischen Reich und Österreich-Ungarn über den ungarischen Nationalismus sind zitiert, ebenso Briefe von Fuad Pascha (1815–1869) und Midhat Pascha (1822–1884). Geschrieben wurde das Werk unmittelbar nach dem Ausscheiden Mehmed Memduhs aus dem Sekretariat des Großwesirs, allerdings wurde die Veröffentlichung von der Zensur 33 Jahre lang verhindert.
- Tasvir-i Ahval, Tenvir-i Istikbal (etwa: „Schilderung der Zustände, Erhellung der Zukunft“)

Dieses Werk entstand am Beginn der Jungtürkischen Revolution, bei der Mehmed Memduh Augenzeuge war und wurde am 7. Januar 1909 fertiggestellt. Im ersten Teil beurteilt der Autor die Regierung von Abdülhamid II., Vorbereitung und Proklamation der zweiten Verfassung sowie die Entwicklung der Institution des Kalifats. Im zweiten Abschnitt sind Zukunftsaussichten genannt, eine Analyse der Reformen von Selim III. (reg. 1798–1807) bis Abdülhamid II. und schließlich eine kurze Diskussion über die Freimaurerei. Diesem zweiten Teil fehlt die historische Bedeutung, außerdem sind fehlerhafte Informationen über Großwesir Said Pascha eingefügt.
- Hal'ler İclaslar (etwa: „Umstände und Inthronisationen“)

Die hier verfassten Ermahnungen an spätere Generationen beinhalten Informationen über Schenkungen, Abdankungen, Todesfälle, sowie eine Liste der Sultans-Geburtsorte von Murad I. bis Abdülhamid II. Als Augenzeuge berichtet er über Midhat Pascha, die Entthronungen von Abdülaziz und Abdülhamid II. Der Autor verwendete dafür viele Quellen, deren Titel er wieder einmal nicht nennt.
- Kuvvet-i Ikbal 'Alamet-i Zeval (etwa: „Macht des Schicksals, Zeichen des Verfalls“)

Dieses Buch, fertiggestellt am 3. November 1909, befasst sich mit den politischen  Zuständen der ersten Verfassungsperiode, der Regierung Abdülhamids II., der zweiten Verfassungsperiode und besonders dem Gegenputsch vom 13. April 1909. Der Autor analysiert die politischen Umstände sowie Charakter und Pläne Abdülhamids. In sechs Briefen an den Sultan beschreibt Mehmed Memduh die Probleme der Verwaltung mit der internen Kommunikation. Auch hier betont er seine persönliche Leistung bei wichtigen Vorgängen. In zehn Punkten listet er am Schluss des Werkes die Probleme und seine Lösungsvorschläge auf.
- Miftah-i Yemen (etwa: „Der Schlüssel zum Jemen“)

Diese Chronik vom Eroberungskrieg im Jemen von 1539 schrieb Mehmed Memduh in der Verbannung auf Chios, fertiggestellt am 28. August 1909. Er beschreibt den Feldzug, das Niederschlagen einiger Revolten und schließt mit der Geschichte der jemenitischen Hauptstadt und Festung Sana'a.
- Nicht-historisch/politische Werke

Übersetzungen aus dem Französischen, wie Adolphe Ganots Neuro Physique (Nöro Fizik, „Neurophysik“) und Traité élémentaire de physique (Fizik Elemanter, „Abhandlung über Elementarphysik“), oder Alphonse de Lamartines Geneviève, histoire d'une servante (Tercüme-i Hikaye-i Jöneviev, „Geschichte der Dienerin Geneviève“). Er verfasste auch eine Gedicht- und Elegiensammlung (Divan-i Eş'ar) und weitere kleine Schriften.

## Bibliographie (Editionen)
- Feveran-i Ezman

1. Istanbul 1909–10.
2. Istanbul 1995, Ahmed N. Galitekin: Tanzimattan Meşrutiyete, Vol. 2.
- Yemen Kit'asi Hakkinda Ba'zi Mütala'at

1. Istanbul 1908–09
2. Istanbul 1909–10 (Titel: Yemen Islahatı ve Ba'zı Mutala'at).
- Sera'ir-i Siyasiyye ve Tahavvulat-i Esasiyye

Istanbul 1912–13.
- Esvat-i sudur

Izmir 1912–13.
- Mir'at-i Şu'ünat

1. Izmir 1912–13
2. Istanbul 1990, Hayati Develi: Tanzimattan Meşrutiyete, Vol. 1.
- Tasvir-i Ahval, Tenvir-i Istikbal

1. Izmir 1912–13
2. Istanbul 1995, Ahmed N. Galitekin: Tanzimattan Meşrutiyete, Vol. 2.
- Hal'ler İclaslar

Istanbul 113-14.
- Kuvvet-i Ikbal 'Alamet-i Zeval

1. Itanbul 1913–14.
2. Istanbul 1995, Ahmed N. Galitekin: Tanzimattan Meşrutiyete, Vol. 2.
- Miftah-i Yemen

Istanbul 1914–15.